# Окулировка

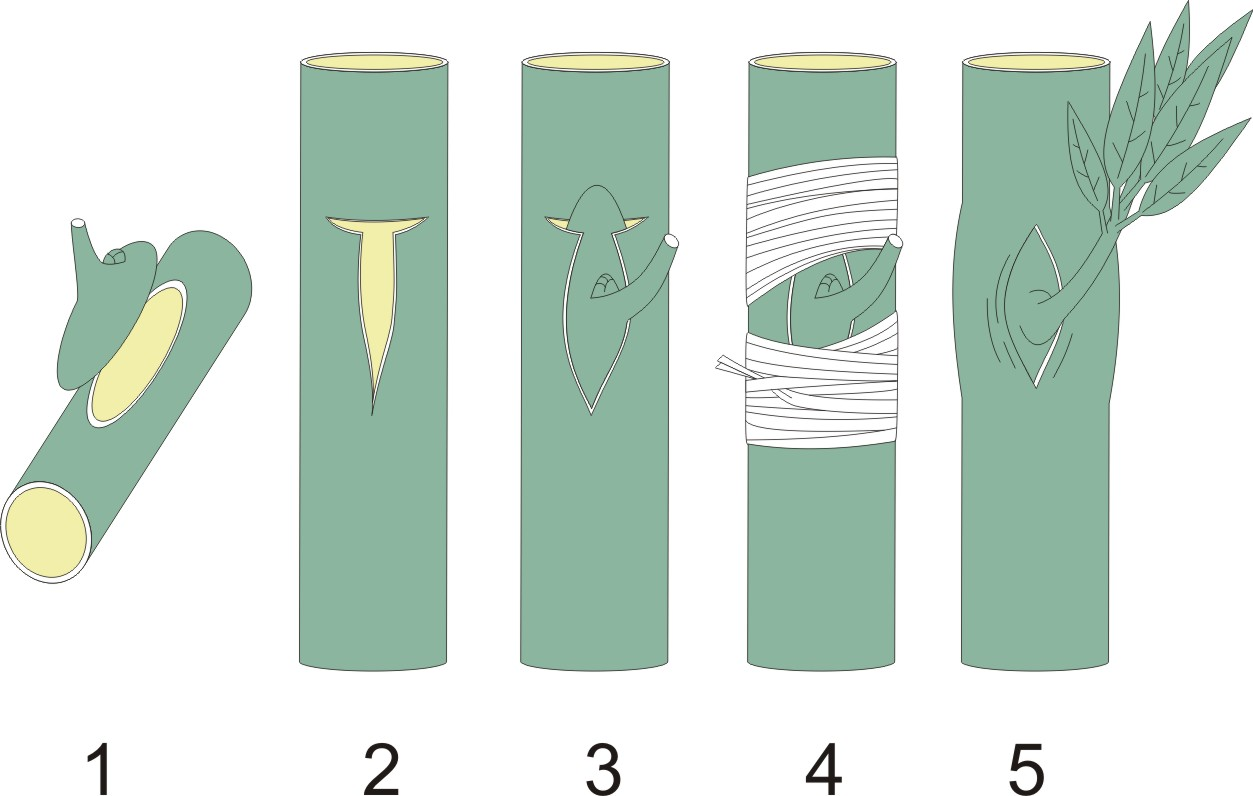
Прививка почки: 1 — почка привоя удаляется вместе с подлежащими тканями; 2—4 — почка вставляется в Т-образный разрез на стебле подвоя и там закрепляется, 5 — почка образует побег

Окулиро́вка, или прививка глазком, — способ прививки плодовых и декоративных растений одиночной почкой (глазком — одна почка с тонким слоем древесины), взятой от черенка культурного сорта.
В плодоводстве и декоративном садоводстве окулировку применяют в самых различных целях. Но особенно широко используют окулировку при размножении плодовых и декоративных кустарников. Для этого в питомнике сначала выращивают подвойный материал — подвои, однолетние или двухлетние растения. Молодые растения прививают почкой размножаемого сорта или вида, чаще всего в корневую шейку или несколько выше. Прижившая почка трогается в рост весной следующего года. Из этого побега формируют деревце или куст, который пересаживают на постоянное место.
Окулировку применяют и для перепрививки молодых деревьев, в отдельных случаях — и для перепрививки взрослых деревьев, которые предварительно омолаживают.
Выполняют окулировку в период активного сокодвижения, когда кора у деревьев и кустарников легко отделяется от древесины. Это бывает весной — при распускании листьев и летом, в конце июля — начале августа.
Весной при первом сокодвижении и распускании листьев прививают (окулируют) почкой, образовавшейся в предыдущем году, которая распустится и даст побег этой же весной.
Летом, при втором сокодвижении, в конце июля — начале августа, прививают почкой, которая образовалась этим же летом, а распустится и тронет в рост только весной следующего года. Поэтому в садовой практике весеннюю окулировку называют окулировка прорастающей почкой или прорастающим глазком, а летнюю — окулировка спящей почкой или спящим глазком.
К весенней окулировке вследствие ряда неудобств, связанных главным образом с отсутствием при почках листовых черешков и сложностью зимнего хранения черенков, почти не прибегают.
Срок летней окулировки каждой породы определяют по вызреванию черенков и отставанию коры подвоя. У косточковых раньше начинается и заканчивается сокодвижение, поэтому с них и начинают окулировку.

## Заготовка черенков
Черенки для окулировки берут с самых здоровых деревьев с соблюдением ряда правил обработки и хранения.

## Окулировка вприклад
Окулировка вприклад описана в статье

## Окулировка трубкой (дудкой)
Применяется при прививке грецкого ореха, реже — косточковых пород.

## История
Если верить античным источникам, то способы изменения свойств растений с помощью окулировки были известны уже в те далекие времена. Тогда же было замечено, что сосна, пихта и подобные им деревья не поддаются прививке. Плута́рх из Хероне́и (ок. 45 — ок. 127) в трактате Застольные беседы, книга 2, в. VI, утверждает следующее:
«Соклар, принимая нас в садах, обтекаемых рекой Кефисом, показывал нам деревья, всячески видоизмененные так называемыми окулировками: мы видели на мастиковом дереве побеги маслины и гранатовые на мирте; были там и дубы, приносящие хорошие груши, и платаны, воспринявшие яблоки, и смоковницы с тутовой прививкой; и другие растительные примеси, усвоенные вплоть до плодоношения».